# 马辛庄站
马辛庄站原名大同南站，位于中华人民共和国山西省大同市西韩岭乡，是大秦铁路的一座火车站，等级为三等站，距大同站24公里，距秦皇岛站629公里，本站及相邻上下行区间均为电气化区段。大秦铁路为煤运铁路，全线不办理客运业务。